# Kazimierz Kmiecik
Kazimierz Kmiecik (født 19. september 1951 i Węgrzce Wielkie) er en polsk tidligere fodboldspiller (angriber).

## Karriere

### Klubkarriere
Kmiecik spillede fra 1967 til 1983 hos Wisła Kraków, kun afbrudt af et lejeophold i Belgien hos Charleroi. Han var med til at vinde det polske mesterskab med klubben i 1978. Senere i karrieren spillede han i både græsk og vesttysk fodbold, blandt andet Stuttgarter Kickers.

### Landsholdskarriere
Kmiecik spillede desuden 34 kampe og scorede otte mål for det polske landshold. Han deltog for Polen ved VM i 1974 i Vesttyskland, hvor polakkerne vandt bronze.
Han deltog også for Polen ved to olympiske lege. Ved OL 1972 i München vandt holdet først sin indledende pulje med tre sejre, hvorpå det i mellemrunden blev til sejr over Sovjetunionen og Marokko samt uafgjort 1-1 mod Danmark. Som vinder af puljen kom Polen derpå til at spille finale mod vinderen af den anden mellemrundegruppe, Ungarn, og her var Polen bagud 0-1 ved pausen. På to mål af Kazimierz Deyna i anden halvleg vendte holdet kampen og sikrede sig guldmedaljerne, mens Ungarn fik sølv og DDR og Sovjetunionen delte bronzen efter en kamp, der endte 1-1.
Ved OL i 1976 i Montreal var fodboldturneringen ramt af flere afbud. Således bestod Polens indledende pulje kun af tre hold, og Polen vandt puljen med en sejr og en uafgjort. Ved dette OL gik de to bedste hold fra hver pulje videre til kvartfinaler, og her vandt Polen med 5-0 over Nordkorea. Med sejr på 2-0 i semifinalen over Brasilien var holdet klar til finalen mod DDR, som vandt 3-1, så denne gang blev det til OL-sølv til Polen og Deyna, mens Sovjetunionen vandt bronze med sejr over Brasilien.